# Lung Ying-tai
Lung Ying-tai (chino: 龍應台; pinyin: Long Yìngtái; nacida el 13 de febrero de 1952 en Kaohsiung) es una ensayista y crítica cultural taiwanesa. De vez en cuando escribe bajo su nombre de pluma 'Hu Meili' (胡美麗;胡美丽;). Se considera que sus ensayos contribuyeron al proceso de democratización de Taiwán, siendo durante mucho tiempo la única escritora taiwanesa con una columna en los principales diarios de China continental . Descrita como una "intelectual pública del mundo de habla china", pasó 20 años establecida fuera de Taiwán, en Estados Unidos y Alemania, donde se hizo ampliamente conocida por sus críticas al régimen y la ley marcial del Kuomintang . Desde entonces, se ha convertido en una crítica de las crecientes restricciones de China continental a la libertad de prensa y libertades civiles. Ha escrito más de 30 libros.
Lung Ying-tai ha ocupado dos cargos dentro del gobierno de Taiwán, primero como jefe de la Oficina Cultural de Taipei (entre 1999 y 2003) y después a primera ministra de Cultura de Taiwán, entre 2012 y 2014.

## Biografía
El padre de Lung, Lung Huai-sheng fue un oficial de policía militar del Kuomintang, huyó de Hunan y se trasladó a su familia a Taiwán después de que el KMT perdiera la guerra civil china en 1949. Nacida en Kaohsiung, creció en la pobreza. Es la segunda hija y tiene cuatro hermanos más.
Tras asistir a la National Tainan Girls' Senior High School, Lung recibió su licenciatura en Lengua y Literatura Extranjeras por la National Cheng Kung University. Continuó sus estudios en la Universidad Estatal de Kansas, donde se doctoró en literatura inglesa y americana.

## Carrera profesional
Tras regresar a Taiwán, empezó a escribir una columna de opinión en el China Times sobre diversos temas relacionados con Taiwán. Sus ensayos se publicaron juntos en 1985 en un libro de crítica sociopolítica, Ye Huo Ji (野火集 ), cuando Taiwán todavía estaba bajo el gobierno de un partido único del Kuomintang, y este libro " fue considerado como influyente en la democratización de la isla."  En 21 días, el libro tuvo 24 impresiones y causó tal impresión que fue comparado con un "huracán" por el poeta Yu Guangzhong (la palabra en chino, longjuan feng, forma un juego de palabras con el nombre de Lung ).
Lung se trasladó a Alemania en 1987, en parte debido a las amenazas de muerte recibidas después de la publicación de su libro. Sus ensayos traducidos también se publicaron en algunos periódicos europeos, como el Frankfurter Allgemeine Zeitung .
Ha colaborado con prensa impresa de China continental desde principios de los años noventa. Entre sus libros se incluyen Haizi Ni Manman Lai (孩子你慢慢來, 1994), Yinse Xianrenzhang (銀色仙人掌：龍應台小說集, 2003,) y en 2006, Qing Yong Wenming Lai Shuifu來說服我, 2006), una carta abierta a Hu Jintao tras el cierre temporal del magazine Freezing Point .
Poco después, en 1994 criticó al entonces Primer ministro de Singapur Lee Kuan Yew y las restricciones de su gobierno a la libertad personal en un artículo titulado "Gracias a Dios que no soy de Singapur" (幸好我不是新加坡人).
Regresó a Taiwán para convertirse en la primera directora de la Oficina de Asuntos Culturales de Taipei en septiembre de 1999, y sus políticas aumentaron la visibilidad de las artes en Taipei durante sus cuatro años siguientes. Dimitió en marzo del 2003 para volver a escribir, y señaló que "ser un funcionario es sofocante". Apenas podía respirar.” 
Fue profesora invitada en el Centro de Estudios de Periodismo y Medios de Comunicación de la Universidad de Hong Kong de 2004 a 2006. En julio de 2005, estableció la Fundación Cultural Lung Ying-tai y utilizó la fundación como plataforma para patrocinar esfuerzos literarios y artísticos, así como conferencias académicas. En 2007, a Lung se le ofreció una posición en el asiento del Control Yuan, que ella rechazó. Desde el año 2008, Lung Ying-tai ocupa el cargo de Hung Leung Hao Ling Distinguished Fellow en Humanidades de la Universidad de Hong Kong y es catedrática de la Universidad Nacional Tsing Hua de Taiwán. En 2009 recibió el premio KT Li Chair Profesor Award de la NCKU.
En 2008 se publicó su libro Mu Song (目送), que se hizo muy popular en toda Asia. El libro es una colección de 74 obras en prosa que narran las dificultades y obstáculos que ha encontrado Lung, especialmente en relación con su familia.
Su libro de 2009 Da Jiang Da Hai 1949 (大江大海一九四九 ) trata sobre la guerra civil china y la retirada del Kuomintang de Taiwán. Vendió más de 100.000 copias en Taiwán y 10.000 en Hong Kong durante el primer mes de lanzamiento, pero la difusión sobre su trabajo se prohibió en la China continental después del lanzamiento del libro.
Tras la creación del Ministerio de Cultura en mayo de 2012, se convirtió en la primera ministra de Cultura de Taiwán.

## Ministra de Cultura
Lung fue nombrada Ministra de Cultura el 21 de mayo de 2012, manifestando el deseo de que su ministerio fuera independiente de toda influencia política. Durante sus 2 años y 7 meses de mandato, hizo declaraciones o anunció iniciativas sobre lectura, cultura televisiva e intercambios a través del estrecho. El 1 de diciembre de 2014, Lung presentó su renuncia al cargo ministerial, aludiendo tener a su madre envejecida como motivo principal, con la hostilidad política y mediática como factores contribuyentes.

## Vida personal
Tras trasladarse a Alemania a finales de la década de 1980, se casó con un alemán, con quien tiene dos hijos. Allí también era conocida como Ying-tai Walther. Finalmente se divorciaron. Uno de los libros de Lung, Querido Andreas (親愛的安德烈), es una colección de cartas y correos electrónicos entre ella y su hijo mayor.